# Ischioderes oncideroides
Ischioderes oncideroides là một loài bọ cánh cứng trong họ Cerambycidae.